# Юрлов, Александр Александрович
Александр Александрович Юрло́в (11 августа 1927, Ленинград, — 2 февраля 1973, Москва) — советский хоровой дирижёр, музыкальный и общественный деятель, педагог. Кандидат искусствоведения (1954). Заслуженный деятель искусств Башкирской АССР (1969). Народный артист РСФСР (1970). Народный артист Азербайджанской ССР (1972). Лауреат Государственной премии СССР (1967). Член КПСС с 1954 года.

## Биография
Детство Александр Юрлов провёл с матерью в Ленинграде, где учился в Детской хоровой школе при Ленинградской академической капелле. В конце Великой Отечественной войны А. В. Свешников перевёз истощённого блокадой мальчика в Москву и поселил в хоровом училище, по окончании которого Юрлов поступил в его же класс на дирижёрско-хоровой факультет Московской консерватории, который окончил в 1950 году. В 1953 году окончил аспирантуру при ней.
В 1949—1954 годах Юрлов был хормейстером Государственного русского хора под управлением А. В. Свешникова. С 1958 года — художественным руководителем и главным дирижёром одного из самых значительных хоровых коллективов России — Республиканской русской хоровой капеллы (с 1966 — академической, с 1973 — его имени). Был удостоен Государственной премии СССР 1967 года «за концертные программы сезонов 1964—1965 и 1965—1966 годов».
С 1971 года Юрлов был председателем Всероссийского хорового общества и профессором МПИ имени Гнесиных, где организовал отделение по подготовке народных хоров. Содействовал организации и активно участвовал в работе Всероссийского хорового общества (в 1971—1973 годы — председатель правления). Благодаря его деятельности советское массовое хоровое искусство было поднято на более высокую ступень. Был инициатором и руководителем многих фестивалей хоровой музыки. Были организованы концерты капеллы у стен новгородского Кремля, в соборах Суздаля, Владимира, Ярославля, на Бородинском поле, в театре Архангельского музея и в других местах. Широко привлекал к исполнительству массовые хоровые самодеятельные коллективы (до 2000 чел.).
Пропагандировал сочинения русских советских и зарубежных композиторов. Юрлову принадлежит большая заслуга в возрождении интереса к русской музыке XVI—XVIII веков.
Скончался в 1973 году в Москве. Похоронен на Новодевичьем кладбище (участок № 7).

### Личная жизнь
Первая жена - Юрлова Наталья Фёдоровна (1924 - 1980). Преподаватель фортепиано в муз.школе им. Гнесиных, сыновья: Фёдор и Иван .                2-я жена — Тарнавская Татьяна Николаевна. Заслуженный работник высшей школы РФ, профессор Кафедры камерного ансамбля и струнного квартета Российской академии музыки имени Гнесиных.

## Память
- В СССР имя было присвоено Государственной республиканской академической русской хоровой капелле.
- По представлению Г. В. Свиридова в честь А. А. Юрлова назван астероид (7558) Yurlov, открытый астрономом Людмилой Карачкиной в Крымской Астрофизической Обсерватории 14 октября 1982 г.